# Asplenium wachaviense
Asplenium wachaviense är en svartbräkenväxtart som beskrevs av Aschers. och Graebn. Asplenium wachaviense ingår i släktet Asplenium och familjen Aspleniaceae. Inga underarter finns listade.